# Styrax pohlii
Styrax pohlii là một loài thực vật có hoa trong họ Bồ đề. Loài này được A. DC. miêu tả khoa học đầu tiên năm 1844.